# Grzebienie-Kolonia
Grzebienie-Kolonia – wieś w Polsce położona w województwie podlaskim, w powiecie sokólskim, w gminie Nowy Dwór.
W latach 1975–1998 miejscowość administracyjnie należała do województwa białostockiego.
Wierni kościoła rzymskokatolickiego należą do parafii św. Jana Chrzciciela w Nowym Dworze.